# Scomberomorus regalis
Thazard franc, Thazard atlantique
Pour les articles homonymes, voir Scomberomorus et Thazard.
Espèce
Synonymes
- Cybium regale (Bloch, 1793)[1]
- Scomber regalis Bloch, 1793[1]
- Scomberomorus plumierii Lacepède, 1801[1]
- Scombreromorus regalis (Bloch, 1793)[1]

Statut de conservation UICN

 LC  : Préoccupation mineure
Scomberomorus regalis, communément appelé en français par la FAO Thazard franc, et également Thazard Atlantique, est un poisson de mer de la famille des Scombridae.

## Répartition
Scomberomorus regalis se rencontre au Cap Cod, dans le Massachusetts aux États-Unis, dans les eaux occidentales de l'océan Atlantique, en incluant les îles des Caraïbes, jusqu'à Rio de Janeiro, au Brésil. Cette espèce vit jusqu'à 20 m de profondeur.

## Description
La taille maximale connue pour Scomberomorus regalis est de 83 cm et un poids maximal de 7,8 kg et sa taille habituelle est d'environ 38 cm.